# Apenesia tofti
Apenesia tofti – gatunek błonkówki z rodziny płaszczykowatych i podrodziny Pristocerinae.
Gatunek ten został opisany w 2013 roku przez Darrena Francisa Warda. Epitet gatunkowy nadano na cześć Richarda Tofta.
Samice mają ciało długości 3 mm, a samce od 3,6 do 4,7 mm. U samic ubarwienie jest jasnobrązowe lub pomarańczowe, zaś u samców metasoma jest ciemnobrązowa a głowa i mezosoma ciemnobrązowe lub czarne. Czułki samic są jasno-, zaś samcó ciemnobrązowe. Żuwaczki samic mają 3, a samców 5 zębów. Nadustek ma U-kształtną krawędź wierzchołkową. Notauli mają przebieg prawie równoległy i nie stykają się na tarczy śródplecza. Ponadto u samic mezosomę wyróżnia od podobnego A. beggsae trapezowata tarczka i stopniowe rozszerzenie pozatułowia ku tyłowi. Samice są bezskrzydłe, natomiast samce mają skrzydła, z których przednie są długości od 3,1 do 3,9 mm. Ich użyłkowanie cechuje kanciasto zagięta żyłka radialna.
Owad endemiczny dla Nowej Zelandii, znany z Wyspy Północnej i Południowej.